# 大井文雄
大井 文雄（おおい ふみお、1944年（昭和19年）9月24日 - ）は、京都府京都市左京区出身の日本の映像作家、アニメーターである。日本アニメーション協会名誉会員。

## 経歴
1968年、多摩美術大学グラフィックデザイン科卒業。1981年、株式会社スリー・ディの設立に参加。以後多くのアニメーション制作やCM制作に携わる。2000年7月よりフリーで活動。
手描きアニメーションの製作に始まり、現在では主にCGディレクターとして活動する。NHKの音楽番組「みんなのうた」や「おかあさんといっしょ」などで数多くの作品を提供している。

## 作品一覧

### みんなのうた
- ◆は、5分間1曲枠の楽曲（ロングのうた）。大井の公式サイトには当時のイラスト付きで掲載されている[7]。
- 1.ポワポワーン / 高木淑子（1970年2月・3月放送）
- 2.おれはひとりで / ケンと雄三（1970年4月・5月放送）
- 3.そんな思い出が / デューク・エイセス（1971年2月・3月放送）
- 4.はるかに蝶は / 由紀さおり（1971年4月・5月放送）
- 5.カンタ カナリート 〜風よりもかろやかに〜 / ザ・ピーナッツ（1972年4月・5月放送）
- 6.さらば青春 / 田中健（1975年6月・7月放送）
- 7.雨が空から降れば / 小室等（1976年10月・11月放送）
- 8.空にはお月さま / 星野美樹子（1977年4月・5月放送）
- 9.空と海の子守歌 / 堺正章（1977年10月・11月放送）
- 10.キャッツ・アイ・ラブ / 柳沢真一、キャロライン洋子（1978年2月・3月放送）
- 11.道 / 広谷順子（1979年2月・3月放送）
- 12.キャンディの夢 / 尾崎亜美（1979年12月・1980年1月放送）
- 13.大安吉日 / カリフラワー（1982年6月・7月放送）
- 14.白い少女 / 町田義人（1983年2月・3月放送）
- 15.草原情歌 / 馮智英（1983年12月・1984年1月放送）
- 16.まるで世界 / 山田康雄（1984年4月・5月放送）
- 17.うちゅうのうた / ふくざわもろ（1986年4月・5月放送）
- 18.いろはまつり / 森みゆき、ひばり児童合唱団（1987年12月・1988年1月放送）
- 19.青空とタップダンス / 榊原郁恵（1988年8月・9月放送）
- 20.さようならコンサート / 財津和夫（1989年6月・7月放送）
- 21.愛の旅立ち / 冴木杏奈（1989年12月・1990年1月放送）
- 22.子供だけの夏 / 高橋幸宏（1990年6月・7月放送）
- 23.魔法のクレヨン / 相原勇（1992年6月・7月放送）
- 24.夢でも逢えるかな / 山下久美子（1993年6月・7月放送）
- 25.駆け抜けてGood-bye / B'dash（1997年2月・3月放送）
- 26.雨のちスペシャル / 國府田マリ子（1997年10月・11月放送）◆
- 27.だけど I LOVE YOU / オユンナ（2000年2月・3月放送）◆
- 28.鳳来寺山のブッポウソウ / NHK東京児童合唱団（2007年6月・7月放送）◆
- 29.あなたがすき / 大地真央（2009年4月・5月放送）
- タイトルアニメーション（1994年4月 - 1997年3月）

1970年代の作品は5曲を除いてNHKに映像が現存していなかった。その後2011年開始の「みんなのうた発掘プロジェクト」によって1970年代の作品の映像が提供されたことで、映像が現存してないのは『はるかに蝶は』のみとなった。

### おかあさんといっしょ[9]
- オープニングアニメーション（1979年4月 - 1982年3月）
- ドレミファ・どーなっつ!　OPアニメーション（1992年4月 - 1997年3月）
- 雨だから・・・
- だあれもいない海で
- 少年の夏
- 虹の色とお星さま
- 小さな木の実

### その他
- 風がひいてるバイオリン（母と子のテレビ絵本）

### NHK番組タイトル
- 母と子のテレビ絵本　OP・EDアニメ
- プリンプリン物語　OPアニメ
- NHK特集　OPアニメ（医療・地震・都市災害・熱帯からの報告）
- サラリーマンライフ　OPアニメ
- Learn and English　OPアニメ
- おしゃれタイム
- ゆかいなコンサート　OPアニメ